# Miconia petersonii
Miconia petersonii är en tvåhjärtbladig växtart som beskrevs av Ignatz Urban. Miconia petersonii ingår i släktet Miconia och familjen Melastomataceae. Inga underarter finns listade i Catalogue of Life.